# Wetterwarte Aachen

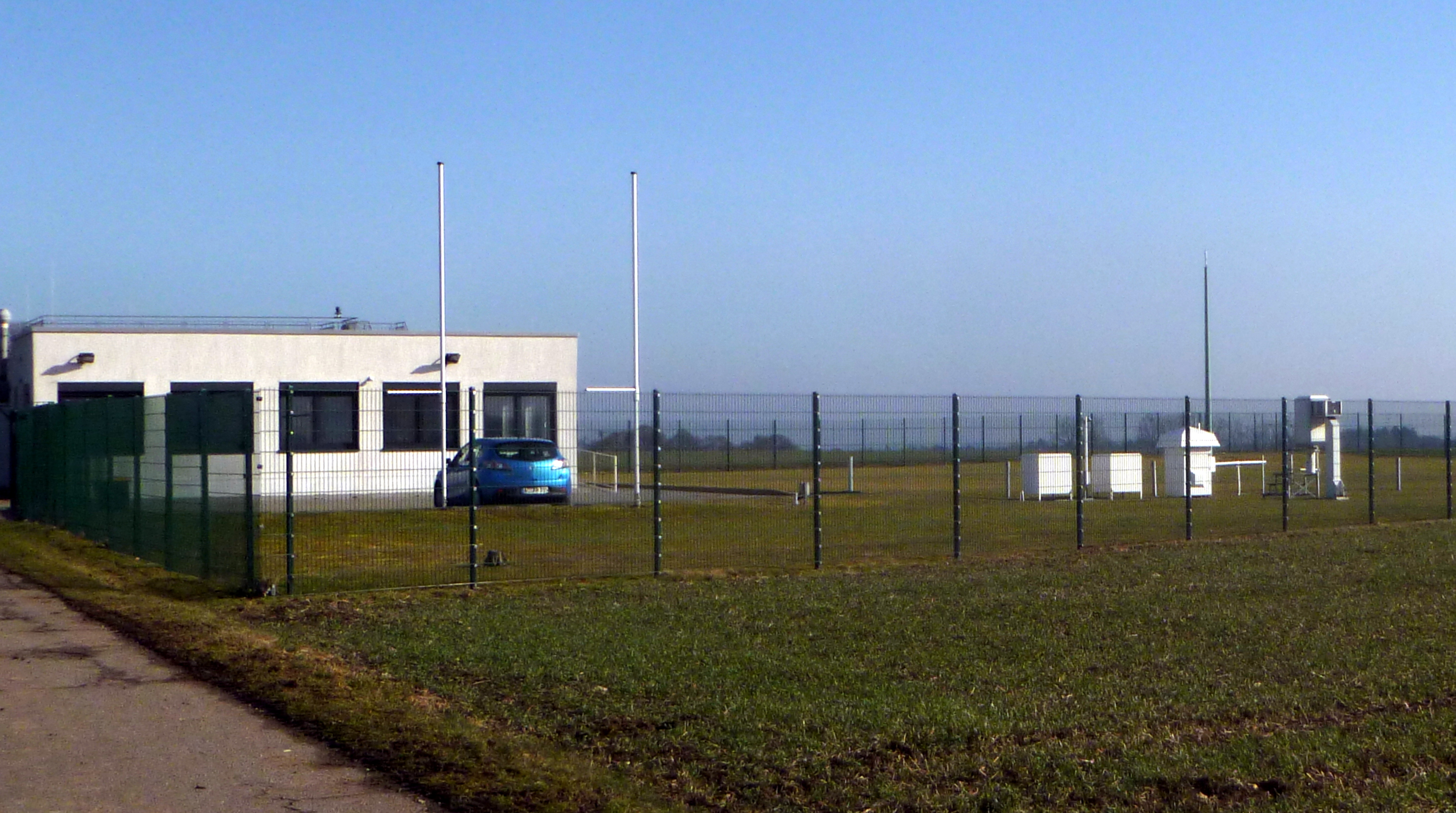
Neue Wetterwarte Aachen-Orsbach

Die Wetterwarte Aachen (WMO-Kennziffer: 10505) ist eine von zwölf Klimareferenzstationen des Deutschen Wetterdienstes (DWD) und hat seit 2011 ihren Sitz in Aachen-Orsbach, Schiefdell 11. Ihre Anfänge liegen im 19. Jahrhundert und aus ihr ging 1895 das Meteorologische Observatorium Aachen hervor, das fünf Jahre später auf dem Wingertsberg im Stadtgarten Aachen eingerichtet und 1977 nach Hamburg verlegt worden war. Nach der Verlegung des Observatoriums wurde der Betrieb in Aachen wieder als normale Wetterwarte und Radioaktivitätsmessstelle weitergeführt und 2011 zur Klimareferenzstation aufgewertet.

## Vorgeschichte
Bereits seit 1820 gab es in Aachen Temperaturaufzeichnungen, die zu dem Zeitpunkt noch lückenhaft waren, und seit 1830 eine erste meteorologische Messstation. Nach der Gründung des Königlich Preußischen Meteorologischen Instituts in Berlin im Jahre 1847 wurde Aachen zu einer Wetterstation zweiter Ordnung im offiziellen Beobachtungsnetz und führte bis 1852 kontinuierliche Wetterbeobachtungen durch. Danach gab es 20 Jahre lang keine belegten Wetteraufzeichnungen mehr aus Aachen und erst 1872 wurde die Wetterstation wieder offiziell aufgenommen.  
Schließlich übernahm 1894 der studierte Meteorologe und Seismologe Peter Polis die Aufgabe als Direktor der meteorologischen Station Aachen, die ein Jahr später den Status eines meteorologischen Observatoriums erhielt. In dieser Funktion war er von 1895 bis 1915 unter anderem Herausgeber der Deutschen Meteorologischen Jahrbücher für den Raum Aachen. Sein Vater, der Fabrikbesitzer Jean Matthias Polis, war von den Plänen und Aktivitäten seines Sohnes angetan und finanzierte den Bau eines zentralen Wetterbeobachtungsgebäudes auf dem Wingertsberg im Aachener Stadtgarten. Drei weitere örtliche Messstellen in der Alfonsstraße, bei den Gaswerken und im Aachener Wald auf dem Pelzerturm waren dem Observatorium unterstellt und meldeten diesem ihre Beobachtungen.

## Meteorologisches Observatorium Aachen

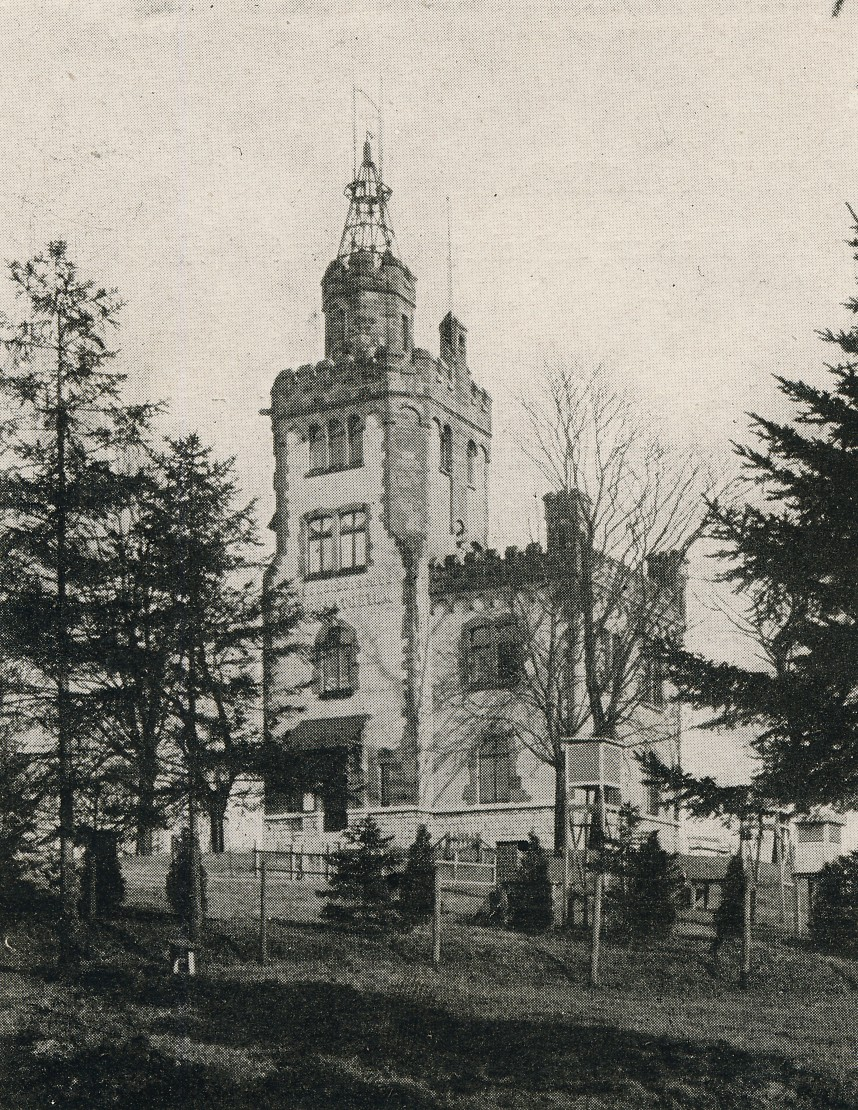
Meteorologisches Observatorium Aachen, Dienstgebäude vor dem Zweiten Weltkrieg

Durch seine exponierte Lage direkt am Stadtrand und rund 30 Meter über dem Niveau der Stadt war der 193 Meter hohe Wingertsberg prädestiniert für die Errichtung der Aachener Wetterwarte. Diese wurde am 22. September 1900 im Beisein des Meteorologen Adolf Sprung aus Berlin, des Geophysikers Georg von Neumayer von der Deutschen Seewarte in Hamburg, des Geologen Albrecht Penck aus Wien und des Rektors der Technischen Hochschule Aachen Hans von Mangoldt eingeweiht und Peter Polis als erster Direktor eingesetzt. Zugleich wurden die Außenstationen bei den Gaswerken und in der Alfonsstraße aufgegeben und nur noch die Station im Stadtwald beibehalten, wo eine Englische Hütte stationiert war. Durch seine intensiven Forschungen über die Wetterverhältnisse für die See- und Luftfahrt verschaffte sich Polis mit seinem Aachener Observatorium, das mittlerweile als Institut der Technischen Hochschule geführt wurde, einen renommierten Ruf über die Landesgrenzen hinaus. Sogar der im Exil im niederländischen Haus Doorn lebende letzte deutsche Kaiser Wilhelm II. schickte bis 1935 täglich seine Wetterbeobachtungen zur Aachener Wetterwarte.
Noch kurz vor seinem Tod im Jahr 1929 erhielt Polis die Genehmigung für einen Erweiterungsbau auf dem Wingertsberg und für notwendige Modernisierungsmaßnahmen. Nachfolger von Polis wurde der Meteorologe Otto Hoelper (1893–1944), der das Observatorium bis 1935 leitete, das anschließend bis 1945 laut Verordnung des Reichswetterdienstes vom 6. April 1934 diesem Wetterdienst unterstellt wurde. Bei der Schlacht um Aachen im Oktober 1944 erlitt das Gebäude schwere Zerstörungen und konnte erst in den Jahren 1949/1950 mit Hilfe der Stadt Aachen wieder aufgebaut werden. Nach der erneuten Einweihung am 2. Oktober 1950 wurde der Betrieb zunächst als Wetterwarte wieder aufgenommen. 
Im Rahmen der Neuorganisation des Deutschen Wetterdienstes erhielt die Aachener Station ab 1953 wieder den Status eines Observatoriums. Der zur RWTH Aachen berufene Meteorologe und Geophysiker Hans Israel (1902–1970) übernahm bis zu seinem Tod im Jahr 1970 zusätzlich dessen Leitung und legte die von ihm gegründete „Luftelektrische Forschungsstelle Buchau a. F.“ mit dem Observatorium zusammen. Im nun benannten „Meteorologischen Observatorium Aachen – Fachrichtung Luftelektrizität“ fanden daraufhin seit 1959 Messungen über radioaktive Beimengungen in der Atmosphäre und im Niederschlag statt. Ab 1967 wurden am Observatorium zu Forschungszwecken neue Messverfahren mit Hilfe der LiDAR-Systeme eingeführt, über die die Wissenschaftler Borchardt und Rössler einen ausführlichen Erfahrungsbericht geschrieben haben.
Infolge weiterer Umstrukturierungen im DWD wurde das Observatorium am 1. Februar 1977 nach Hamburg verlegt und in Aachen erneut eine Wetterwarte und Radioaktivitätsmessstelle am bisherigen Standort auf dem Wingertsberg eingerichtet. 

### Gebäudebeschreibung

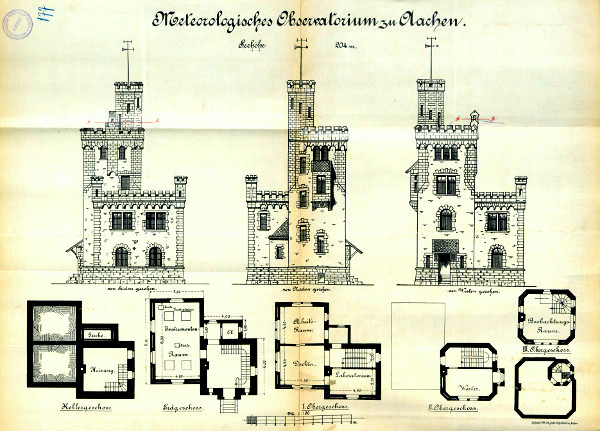
Bauplan von 1900

Das erste im Zweiten Weltkrieg zerstörte Gebäude gliederte sich in ein zweistöckiges Hauptgebäude, das in einen ebenfalls massiven zweistöckigen quadratischen Turm überging, dem ein achteckiges kleines Türmchen aufgesetzt war. Auf Letzterem befanden sich die schmiedeeisernen Gerüste für die Windmessapparate und der Schalenkranz, der 28 Meter über den Erdboden ragte. Hauptgebäude und quadratischer Turm schlossen mit einem Flachdach ab, das Beobachtungszwecken diente und Platz schuf für weitere Messgeräte. Die Wände waren in Haustein- und Ziegelsteinbauweise hochgezogen und innenseitig gegen Wärmestrahlung isoliert. Zusätzliche massive Pfeiler und Steinkonsolen in den Innenräumen sollten die empfindlichen Geräte vor Erschütterungen schützen. Im Erdgeschoss befanden sich der Hörsaal und der Instrumentenraum, in dem unter anderem das Kompensationspendel sowie die Aufzeichnungsgeräte für den Anemografen, den Barographen und den Thermographen aufgestellt waren.
Während das Obergeschoss des Hauptgebäudes und das erste Geschoss des Turmes den Arbeitsräumen und dem Laboratorium vorbehalten waren, befand sich im zweiten Geschoss des Turmes die Wohnung des Hausmeisters. Das aufgesetzte achteckige Türmchen diente mit seinen nach allen Seiten eingebauten Fenstern ausschließlich als geschützter Beobachtungsraum. Von dort aus führte eine Wendeltreppe zur obersten Plattform mit dem Sonnenscheinautographen und dem von einem besteigbaren Balkon eingefassten Anemographen.
Vor dem Gebäude war eine Instrumentenwiese eingerichtet worden, auf der der Niederschlagsmesser, das Erdbodenthermometer sowie zwei Englische Hütten aufgestellt waren, die unter anderem Platz boten für den Hygrograph, den Thermograph und das Atmometer.
Das bestehende Nachkriegsgebäude ist lediglich ein geräumiger zweigeschossiger fast quadratischer und weiß getünchter Neubau, an dem sich seitlich ein kleiner eingeschossiger Erweiterungsbau anschließt. Das Hauptgebäude besitzt ein Plattformdach, das bis 2011 den Beobachtungen und der Aufstellung der Messgeräte diente. Die heutige Nutzung des Gebäudes nach dem erfolgten Auszug der Wetterwarte ist noch ungeklärt.

## Wetterwarte Aachen

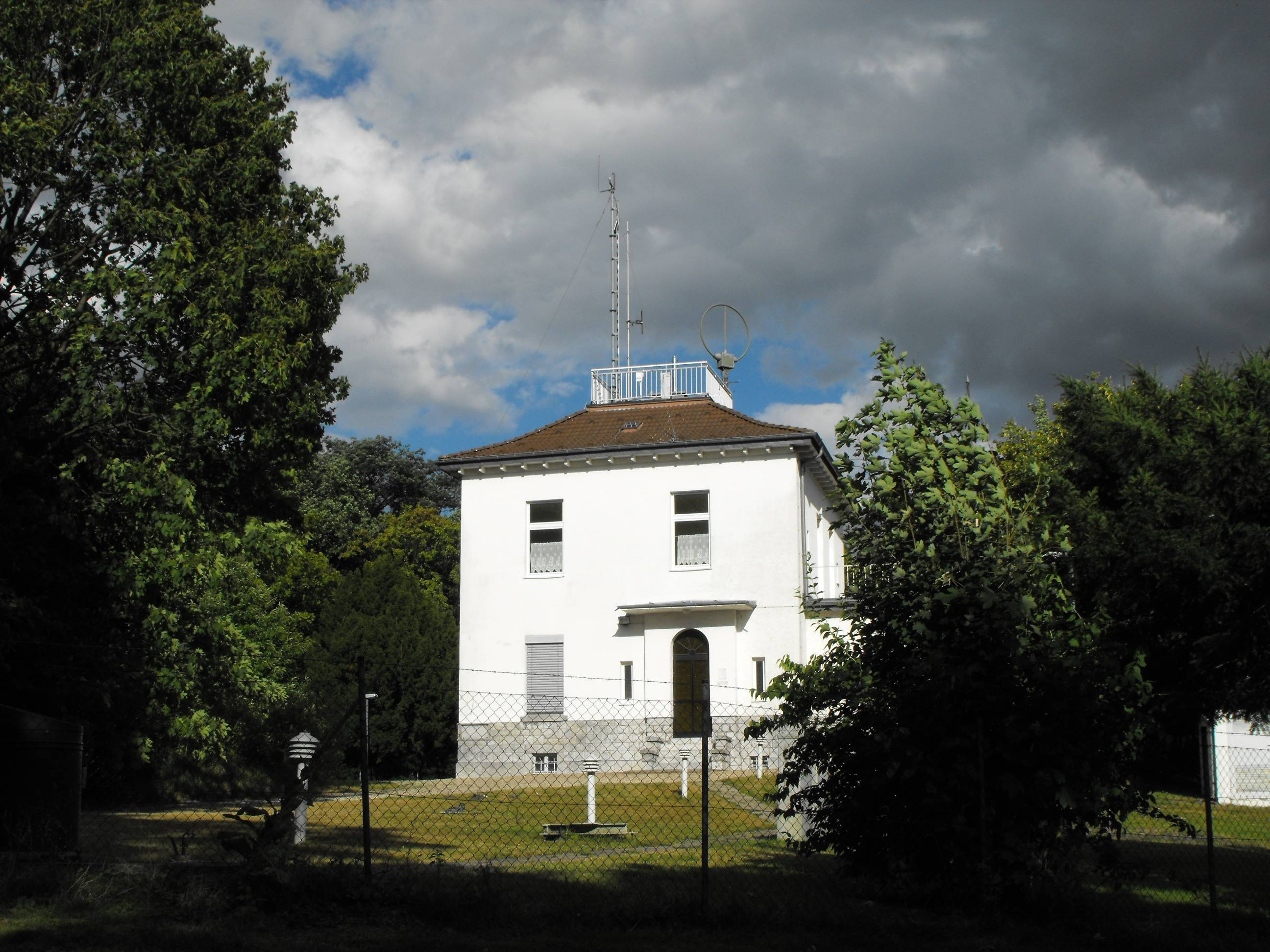
Wetterwarte Aachen, Dienstgebäude von 1950 bis 2011

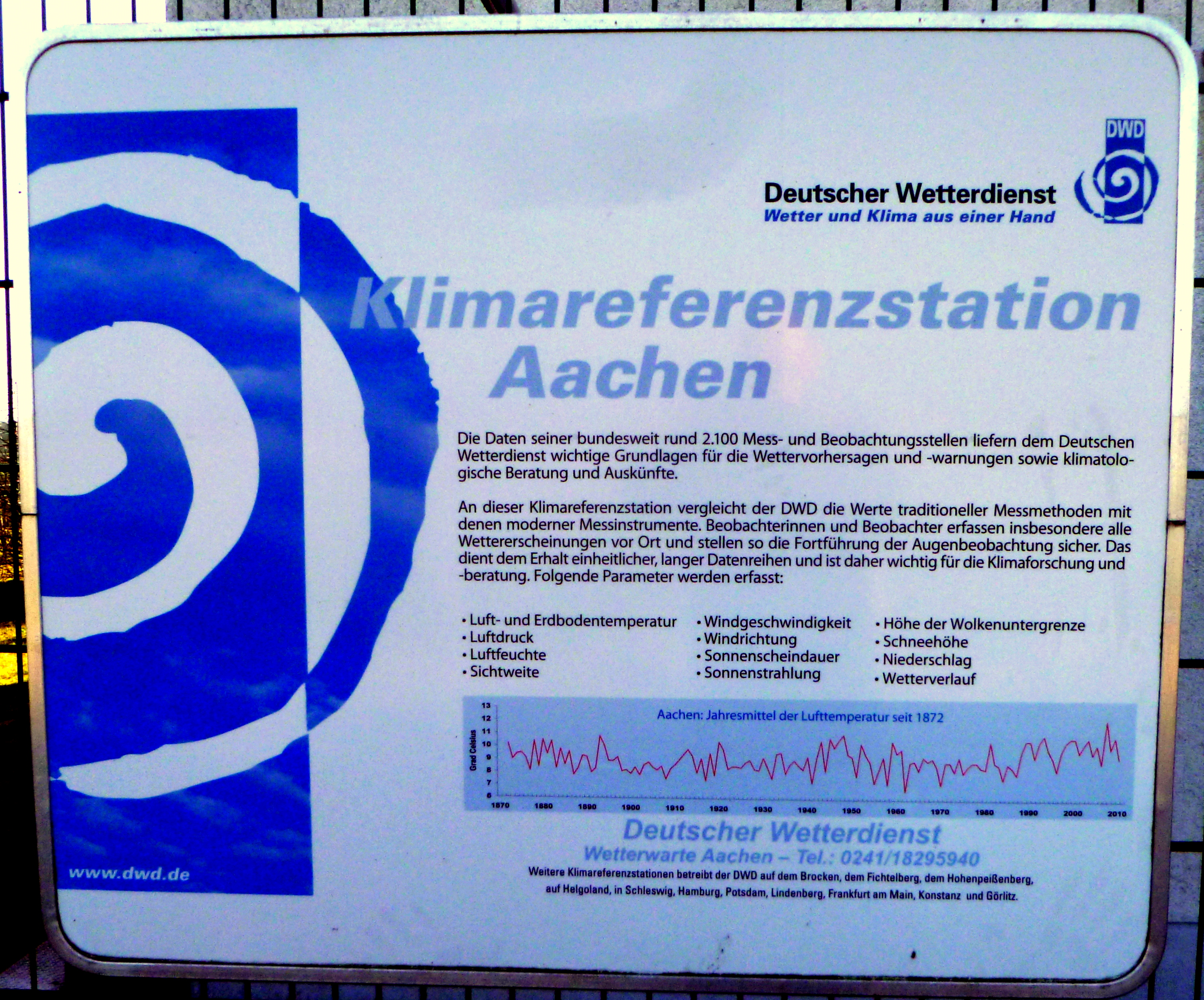
Hinweistafel

Von 1977 bis 2011 versah die Wetterwarte Aachen ihren Dienst weiterhin auf dem Wingertsberg. Mittlerweile entsprachen dort die Bedingungen für Wetteraufzeichnungen vor allem wegen des hohen Baumbewuchses nicht mehr den zeitgemäßen Standards und deshalb wurde ein Umzug auf die Felder bei Orsbach veranlasst. Da an diesem neuen Ort die internationalen Messkriterien erfüllt werden konnten, wurde die Wetterwarte zugleich als eine von insgesamt zwölf hauptamtlichen Klimareferenzstationen des DWD zertifiziert, die Ansprechpartner für viele Wetterdienste im Regionalverband Europa der Weltorganisation für Meteorologie sind. Schließlich wurde am 12. Mai 2011 die neue Klimareferenzstation bei Orsbach feierlich eingeweiht. Des Weiteren wurde zudem die Radioaktivitätsüberwachung beibehalten, die bezüglich der aktuellen Problematik mit den benachbarten belgischen Kernkraftwerken Tihange und Doel von besonderer Bedeutung ist. 
Die Zukunft in Orsbach sieht für die im Jahr 2015 tätigen fünf hauptamtlichen Mitarbeiter ungewiss aus, da laut Pressemitteilung des DWD sämtliche Wetterstationen bis 2021 vollautomatisiert sein werden. Die Bediensteten sollen unter Berücksichtigung der Sozialverträglichkeit in neue Aufgaben im DWD vermittelt werden.